# III. Szelim oszmán szultán
III. Szelim (Isztambul, 1761. december 24. – Isztambul, 1808. július 28.) oszmán szultán 1789-től és 1807-ig.

## Élete

### Ifjúkora
Szelim 1761. december 24-én született Isztambulban III. Musztafa fiaként.

### Trónra lépése
Szelim nagybátyja, I. Abdul-Hamid halála után, 1789-ben lépett a trónra. Nagyeszű és energikus ember volt, így sokat reméltek uralkodásától. Sok időt töltött a külföldiek társaságában és meg volt győződve a reformok szükségességéről a Birodalomban.[forrás?]

### Orosz–osztrák–török háború
A még előde által elkezdett orosz háború nem fejeződött be a trónváltással, bár a végéhez közeledett. A foksányi és rimniki véres ütközetek, Potemkin és Szuvorov diadalai, vagyis Bender és Iszmaila bevétele az oroszok javára döntötték el a háborút. II. József magyar király és utóda, II. Lipót, Anglia és a féltékeny Poroszország sürgetésére 1791-ben Szisztovóban békét kötött, ennek értelmében mindössze Orsova került osztrák–magyar kézre. Kétségtelen, a porosz befolyásnak tulajdonítható – a franciaországi forradalmi zavarokon kívül –, hogy II. Lipót követeléseit annyira mérsékelte, hogy Khocim és Bukovina kivételével (utóbbit még II. József szerezte meg) a többi elfoglalt részeket Havasalföld és Moldva területén visszaadta a szultánnak.
A békekötés II. Katalin orosz cárnőt is megegyezésre sarkallta: 1792-ben megkötötték a jászvásári békét, melynek eredményeként Ocsakov és a Dnyeper, a Bug és a Dnyeszter közötti vidék orosz kézre került. A megkötött 2 békeszerződések ilyen körülmények között valóságos sikereknek tűnhetett fel – a súlyosabb következményekre felkészült – törökök szemében.

### Belső reformok, Pázván Oglu lázadása
Miután a külső békét biztosította, Szelim – több jóakarattal mint eréllyel – hozzálátott reformjai megvalósításához, amelyektől a birodalom politikai újjászületését remélte. Pénzügyi újításai mellett terjesztette a tanítást.[forrás?] Egyik fő törekvése a régi jobbágyi viszonyok megszüntetésére irányult. A ráják (az iszlámra át nem tért keresztény lakosság) kiváltképpen érezték ezeknek a viszonyoknak a súlyát. A szultán reformjaival nem csak a ráják sorsán kívánta könnyíteni, hanem a földbirtok igazságosabb felosztásával a kincstár jövedelmét is szaporítani akarta. Amikor nyilvánosság elé kerültek a szultán tervei, óriási izgatottság terjedt el az európai tartományokban, ahol kiszolgált katonák nagyobb tömegekben együtt éltek. Pázván Oglu, egykori janicsár, most földbirtokos állott az elégedetlen és felizgatott tömegek élére. A mozgalom csakhamar már magát a szultánt és trónját fenyegette veszéllyel. A lázadók elfoglalták Vidint, legyőzték a megfékezésükre kiküldött fegyveres csapatokat: erre a megrémült porta alkudozni kezdett a felkelőkkel. Az egyezkedések eredményeként Szelim Pázván Oglut kinevezte vidini pasává.

### Egyéb jelei a Birodalom bomlásának
A török birodalom egyéb részein is fölütötte fejét a lázadás. Dsáfer pasa Aleppóban lázadt fel és függetlennek nyilvánította magát. A mamelukok Egyiptomban kaptak vérszemet, és miután a Konstantinápolyból küldött kormányzót elűzték, mint egyenjogú hadviselő felek kezdtek a portával alkudozni.

### Napóleon hadjárata
A franciaországi eseményekkel, és Bonaparte Napóleon törekvéseivel szemben az oszmán kormány következetesen semleges politikát követett, noha Anglia, Ausztria és Poroszország szüntelen ostromolták a szultánt, hogy csatlakozzék a koalícióhoz. Szelim csak akkor lépett ki a semlegességből, amikor Napóleon egyiptomi expedíciójával (1798–1799) a török világot maga ellen ingerelte. A szultán hadat üzent Bonaparténak, aki Szíriába indulva Jaffát ugyan bevette, de Akka előtt kudarcot vallott.
Az 1799-ben megalakult második koalicióban is részt vett a porta, és ekkor történt (1799), hogy a szövetséges orosz–török flotta közös erővel elfoglalta a Jón-szigeteket. 1801-ben a franciák Egyiptomból elvonultak és így a béke helyreállt.

### Újabb reformkísérletei
A napóleoni háborúk befejezése után Szelim ismét nekilátott, hogy átalakítsa európai típusúvá hadseregét. Ennek keretében belekezdett a nizam-i-jedid csapatok létrehozásába. Ezek a hadtestek olyan szervezettek voltak, hogy ellen tudtak állni az európai tartományokban lázongó janicsároknak is. Ezen felbátorodva Szelim kiadott egy határozatot, amely szerint évente a janicsárok közül meghatározott számú embert kell átszervezni az új csapatokba. Válaszként Adrianopoliszban több mint 10 000 janicsár lázadt fel, amire a szultán abbahagyta ezt a reform-mozgalmat.[forrás?]

### Újabb orosz–török háború, Szelim trónfosztása
1806-ban kitört az újabb orosz-török háború, Szerbiában, Egyiptomban és a fejedelemségekben pedig ellentétek támadtak, amelyek csak károsak voltak a Birodalomra, és 1807-ben egy brit flotta jelent meg Konstantinápoly előtt, hogy kényszerítsék Szelimet Napóleon követének elbocsátására.
A szultán azonban Sebastiani nagykövet hatása alatt volt, és a flotta eredménytelenül kellett visszatérjen. A janicsárok még erre ismét egyszer fellázadtak:[forrás?] mint mindig, most is a nép közé vegyültek, lázadást szítottak, ami hamarosan a forradalom jellegét öltötte magára. Egy fetvát mutattak fel a seikh ul-iszlámtól, amely szerint a szultán meghamisította az igazi vallást és újításai miatt érdemtelenné tette magát az uralkodásra. Ezzel Szelim sorsa megpecsételtetett: az ulemákkal szövetkezett janicsárok 1807 májusában a szultánt megfosztották trónjától, helyére pedig I. Abdul-Hamid fiát, IV. Musztafát ültették.

### Halála
Szelim régi szokás szerint a trónról a börtönbe került. Az erősen reformpárti Musztafa Bajraktár pasa 40 000 főnyi hadsereget szedett össze és elindult Isztambul fele azzal a céllal, hogy a volt szultánt visszahelyezze a trónra. Azonban túl későn ért oda, a szultánt a szerájban megfojtották (1808. július 28.). Erre Musztafa Bajraktár és II. Mahmudot, az Oszmán család egyetlen túlélőjét emelte fel a trónra.[forrás?]